# Жуков, Михаил Иванович
Михаил Иванович Жуков — советский хозяйственный, государственный и политический деятель, Герой Социалистического Труда.

## Биография
Родился в 1935 году в Курской области. Член КПСС.
С 1953 года — на хозяйственной, общественной и политической работе. В 1953—1995 гг. — рабочий на заводе в городе Ярославле, военнослужащий Советской Армии, машинист протекторного агрегата цеха № 2 Ярославского шинного завода Министерства нефтеперерабатывающей и нефтехимической промышленности СССР.
Указом Президиума Верховного Совета СССР от 6 апреля 1981 года за выдающиеся производственные успехи в выполнении заданий десятой пятилетки и социалистических обязательств, проявленную трудовую доблесть присвоено звание Героя Социалистического Труда с вручением ордена Ленина и золотой медали «Серп и Молот».
Делегат XXIV съезда КПСС.
Живёт в Ярославле.